# Атерет
Ате́рет (ивр. עטרת‎) — израильское поселение на Западном берегу реки Иордан, на юге Самарийского нагорья. Муниципально относится к региональному совету Мате-Биньямин. Основано в августе 1981 года (18 Ава 5741 года по израильскому календарю).

## История названия

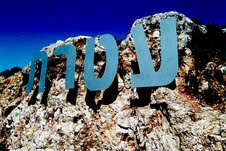
Название поселения — буквы в скале

Первоначальное название поселения было «Неве-Цуф бет», по названию ближайшего к нему еврейского поселения — Неве-Цуф. В дальнейшем с развитием поселения оно получило название Атерет (на иврите — «венец»), созвучное древнееврейскому поселению «Атарот», которое было расположено неподалёку. Кроме того, по соседству с Атерет расположена арабская деревня Атра, ведущая название от того же древнего поселения.

## География

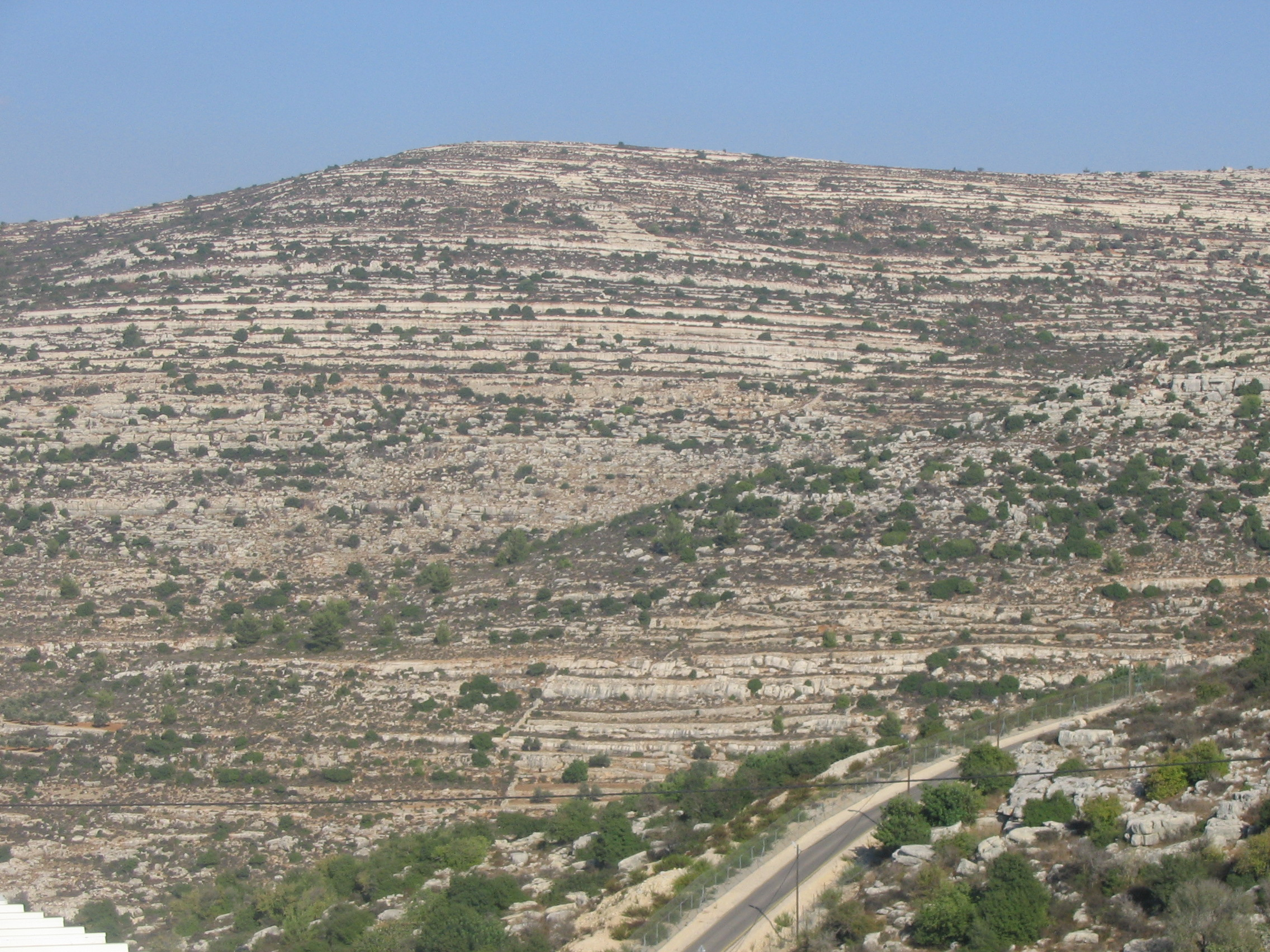
Вид из Атерет на самарийские холмы

Атерет расположен в самой высокой точке в своём районе на западном крае Самарийского хребта. В хорошую погоду из Атерет можно видеть всю приморскую равнину Израиля от Хадеры до Ашкелона. Расстояние до ближайших крупных городов: Модиин — 32 км, Тель-Авив — 40 км, Иерусалим — 42 км. Атерет расположен у шоссе номер 465.
Ближайшие к Атерет населённые пункты:
арабские — Раваби (строится) с севера, Ум-Цафа с северо-запада, Джибия с юго-запада, Бурхем с юга и Атра с востока.
еврейские — Неве-Цуф с запада, Маале Левона с северо-востока, Бейт-Эль и Офра с юго-востока, Нахалиэль с юго-запада.

### Климат
Климат Атерет относится к средиземноморской разновидности субтропического климата, Csa по шкале Кёппена.

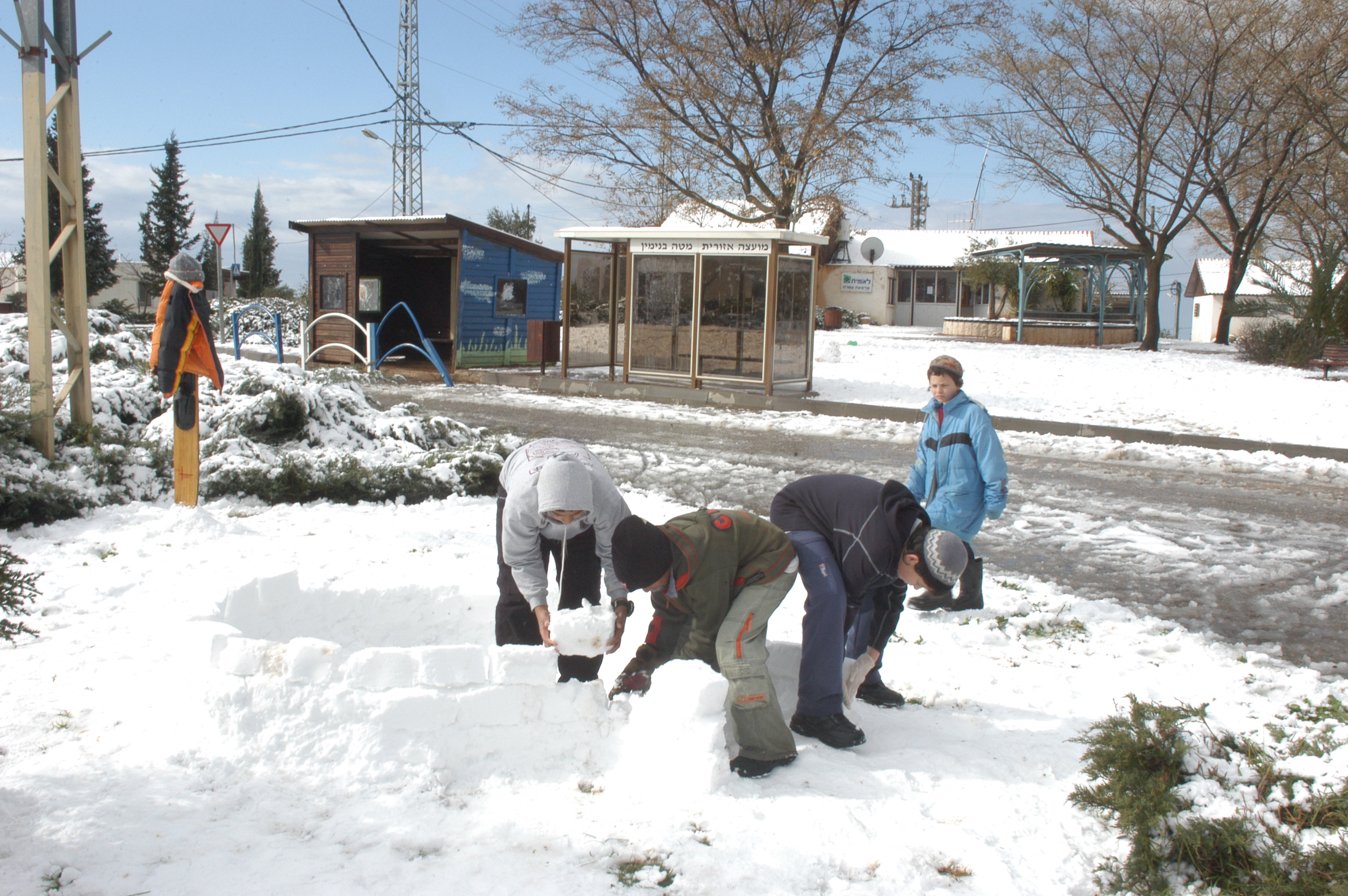
Снег в Атерет — январь 2008 года

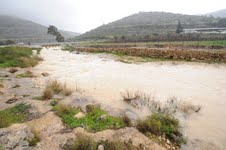
Зимние дожди

| Показатель                              | Янв.  | Фев.  | Март | Апр. | Май  | Июнь | Июль | Авг. | Сен. | Окт. | Нояб. | Дек.  | Год   |
| --------------------------------------- | ----- | ----- | ---- | ---- | ---- | ---- | ---- | ---- | ---- | ---- | ----- | ----- | ----- |
| Средний суточный максимум, °C           | 11,8  | 12,6  | 15,4 | 21,5 | 25,3 | 27,6 | 29,0 | 29,4 | 28,2 | 24,7 | 18,8  | 14,0  | 21,5  |
| Средняя температура, °C                 | 9,1   | 9,5   | 11,9 | 17,1 | 20,5 | 22,7 | 24,2 | 24,5 | 23,4 | 20,7 | 15,6  | 11,2  | 17,5  |
| Средний суточный минимум, °C            | 6,4   | 6,4   | 8,4  | 12,6 | 15,7 | 17,8 | 19,4 | 19,5 | 18,6 | 16,6 | 12,3  | 8,4   | 13,5  |
| Норма осадков, мм                       | 133,2 | 118,3 | 92,7 | 24,5 | 3,2  | 0    | 0    | 0    | 0,3  | 15,4 | 60,8  | 105,7 | 554,1 |
| Источник: Israel Meteorological Service |       |       |      |      |      |      |      |      |      |      |       |       |       |

### Достопримечательности
- Каменный лев. Каменная глыба естественного происхождения расположенная у шоссе № 465 к востоку от Атерет. В глыбе угадываются очертания сидящего льва.
- Источник «Маайян». Расположен на северо-восточном склоне Атерет. Источник наполняет два резервуара и стекает вниз по склону.
- Лес «Неве-цуф». Живописная роща расположенная на расстоянии 4 км к западу от Атерет.
- Развалины поселения периода крестоносцев. В долине расположенной к северу от Атерет можно видеть развалины древнего поселения. Раскопки поселения до сих пор не производились. По внешним контурам строений можно предположить, что это была ферма[2].

## Внутреннее деление
В Атерет 3 жилых квартала названных в честь гор Галилеи и один квартал названный в честь ритуального пигмента тхелет:
- Район Тавор
- Район Хермон
- Район Мерон
- Район Тхелет.

К тридцатилетию поселения региональный совет принял решение дать названия улицам поселения, которые в течение 30 лет оставались безымянными.
Были даны названия 11 улицам и переулкам:
- Нахалат Эфраим (ивр. נחלת אפרים‎, надел Эфраима) — в честь исторического надела колена Эфраима (Ефрема) на территории которого расположен Атерет.
- харей Гафна (ивр. הרי גפנה‎, горы виноградников) — в честь одноимённых гор расположенных неподалёку, в которых произошло несколько сражений Маккавеев с Селевкидами.
- Дерех Шарет (ивр. דרך שרת‎, дорога Шарета) — в честь семьи Шарет (семьи второго главы правительства государства Израиль), из первых поселенцев в Самарии, поселившихся в деревне Эйн Синия в 1905 году.
- ха-нави Шмуэль (ивр. הנביא שמואל‎, пророк Шмуэль) — в честь пророка Шмуэля (Самуила), основателя древнеизраильской монархии, который родился и жил в Самарии.
- Беэр Зайт (ивр. באר זית‎, колодец оливы) — в честь одноимённого поселения библейского периода расположенного неподалёку.
- Эрец Цуф (ивр. ארץ צוף‎, земля нектара) — в честь Цуфа, предка пророка Шмуэля.
- Бней Хашмонай (ивр. בני חשמונאי‎, потомки Хасмонеев) — в честь династии еврейских царей, потомков Хасмонеев, действовавших в Самарии.
- Гиборей ха-Теила (ивр. גיבורי התהילה‎, прославленные герои) — в честь книги Говарда Фаста «My Glorious Brothers» посвящённой восстанию Маккавеев.
- Ха-гдуд ха-Иври (ивр. הגדוד העברי‎, еврейский батальон) — в честь штаба 38 еврейского батальона королевских стрелков расположенного неподалёку во время первой мировой войны.
- Раматаим Цофим (ивр. רמתיים צופים‎, холмы дозорных) — в честь места рождения пророка Шмуэля расположенного в Самарии.
- Маале ха-Хар (ивр. מעלה ההר‎, горный подъём) — в честь стиха Торы (Бамидбар 13:30 «И утишил Калев народ, что до Моше, и сказал: Взойдем же, взойдем и овладеем ею, ибо в силах мы одолеть её.»)

## История развития
Первое решение правительства о расширении поселения Неве-Цуф было принято 20 декабря 1978 года. Конкретное решение об основание нового поселения под названием «Атерет» в 5 км к юго-востоку от Неве-Цуф было зарегистрировано 6 декабря 1981 года.
Поселение было основано в августе 1981 года. С первого дня в поселении поселилось 3 семьи. В течение года к ним присоединилась группа активистов из восьми семей под руководством Цви Халамиша.
- В 1998 году группа жителей Атерет заложила основы иешивы с музыкальным уклоном Киннор Давид.
- с началом второй арабской интифады в 2000 году развитие поселение замедлилось в свете ухудшения условий безопасности жителей[8][9].
- Новый толчок развитию поселения придала группа активистов состоящая из нескольких семей переехавших в поселение из города Петах-Тиква в 2003 году.
- По состоянию на 2017 год в поселении проживает более 100 семей.

## Архитектура
Архитектура Атерет как и в большинстве поселений в Самарии основана на трёх типовых строениях и их модификациях:
- «Бейт-Амана» — блочные дома построенные по проектам движения Амана. Это двухэтажные дома с черепичной крышей. Дома сдаются в эксплуатацию, как правило, с полностью отделанным первым этажом. Полезная площадь зависит от конкретного проекта.
- «Эшкубит» — строения, состоящие из нескольких составленных железобетонных кубиков компании «Ашдар» (отсюда их название). Одноэтажные дома с плоской крышей стоящие на сваях. Полезная площадь — около 60 м².
- «Караван» — гипсокартонновые вагончики на «рельсах». Полезная площадь около 45 м². В Атерет они используются только в качестве временного жилья.

## Население
По данным Центрального статистического бюро Израиля, население на начало 2020 года составляло 900 человек.
Всё население Атерет составляют евреи, относящиеся к национально-религиозному движению. Основной костяк населения составляют молодые семьи с детьми. Уроженцы Израиля количественно преобладают над репатриантами.
| Год           | 1993 | 1994 | 1995 | 1996 | 1997 | 1998 | 1999 | 2000 | 2001 | 2002 | 2003 | 2004 | 2005 | 2006 | 2007 | 2008 | 2009 | 2010 | 2011 | 2013 |
| ------------- | ---- | ---- | ---- | ---- | ---- | ---- | ---- | ---- | ---- | ---- | ---- | ---- | ---- | ---- | ---- | ---- | ---- | ---- | ---- | ---- |
| число жителей | 213  | 230  | 253  | 242  | 260  | 268  | 287  | 302  | 307  | 320  | 349  | 350  | 373  | 406  | 438  | 469  | 763  | 770  | 740  | 803  |

## Администрация

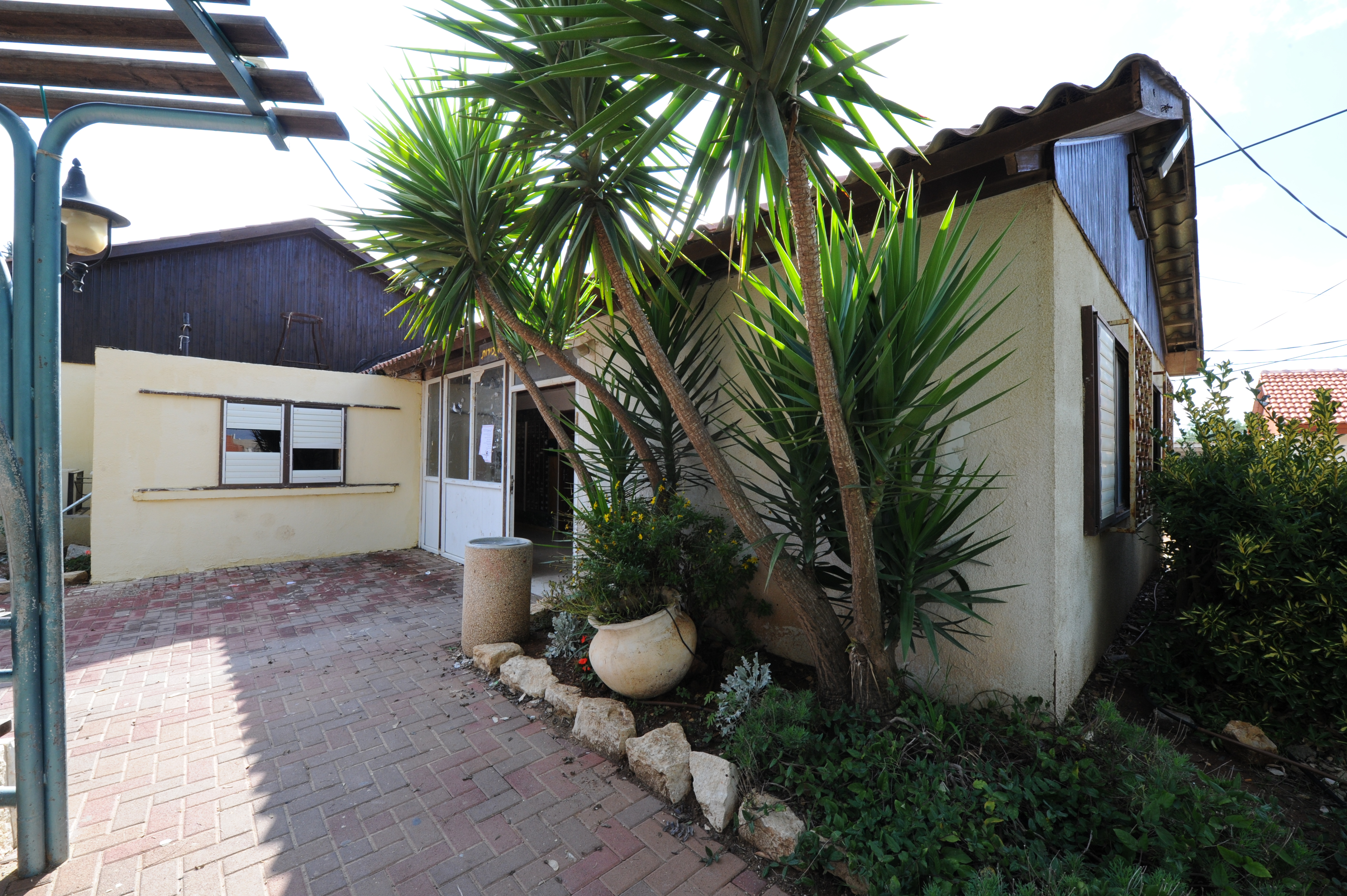
Секретариат Атерет

Местная администрация поселения состоит из секретариата из 5 членов (включая председателя секретариата) и секретаря. В поселении работают на добровольных началах несколько комитетов как например, комитет по образованию, комитет культуры, комитет абсорбции, комитет благосостояния и другие.

## Учебные заведения

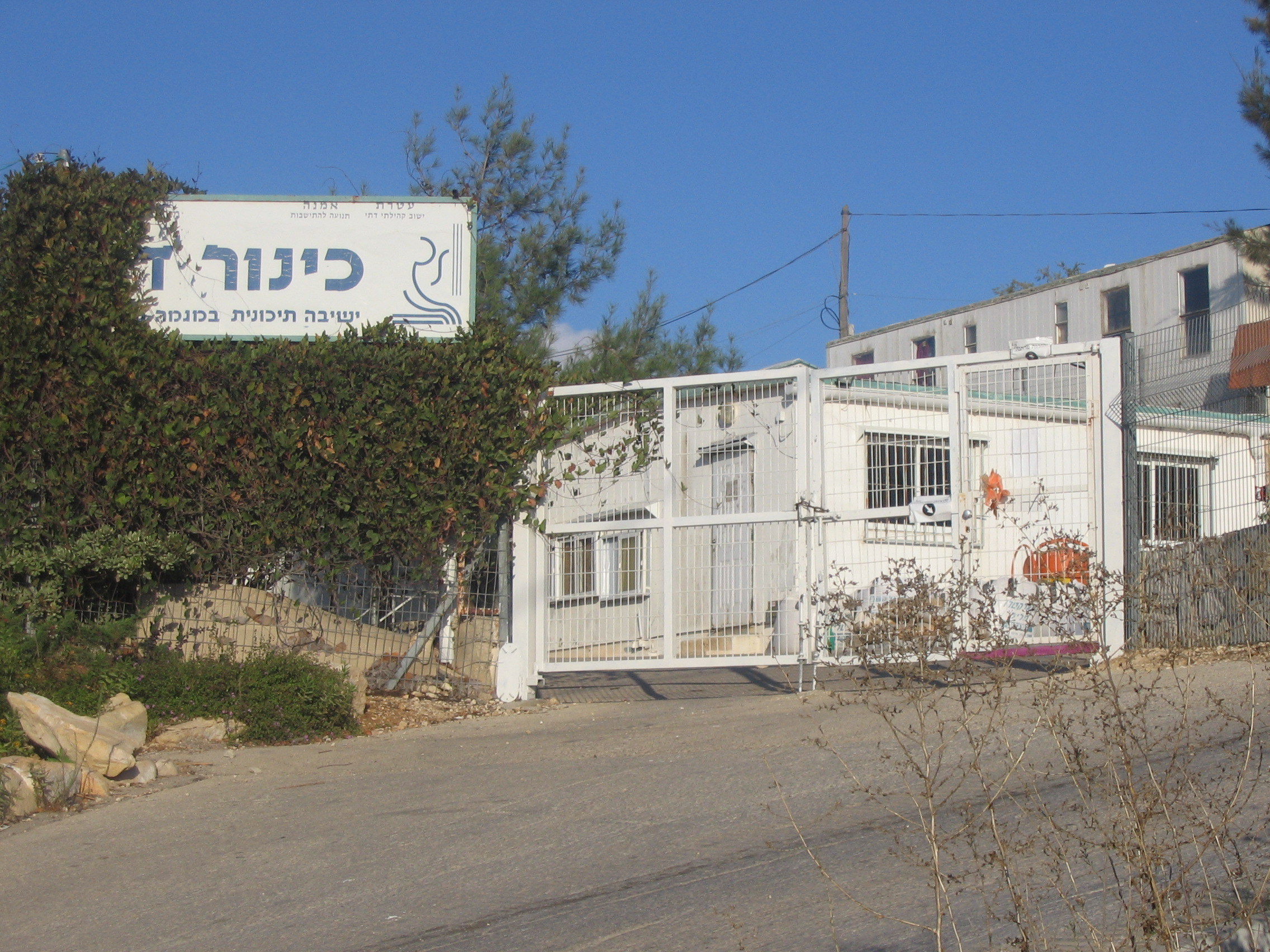
Вход в йешиву «Киннор Давид»

В Атерет есть ясли и детские сады для всех дошкольных возрастов. Начальная школа к которой приписан Атерет расположена в поселении Неве-Цуф, средняя школа для мальчиков — в поселении Бейт-Эль, а для девочек — в поселении Офра (в 2014 году начала функционировать новая средняя школа для девочек в поселении Неве-Цуф — «Шират а-Ям»). С 1998 года в Атерет функционирует средняя школа-йешива с музыкальным уклоном «Киннор Давид» (в пер. «Арфа Давида»). В Атерет расположен региональный детский сад с уклоном развития речи.

## Религия и культура

### Практикаиудаизма
В поселении функционируют 3 синагоги:
- Центральная синагога (ашкеназское направление в иудаизме)
- Сефардская синагога (сефардское направление)
- Синагога «Атерет Тейман» (йеменитское направление)

Кроме того в Атерет функционирует Талмуд тора и миква.

### Культура

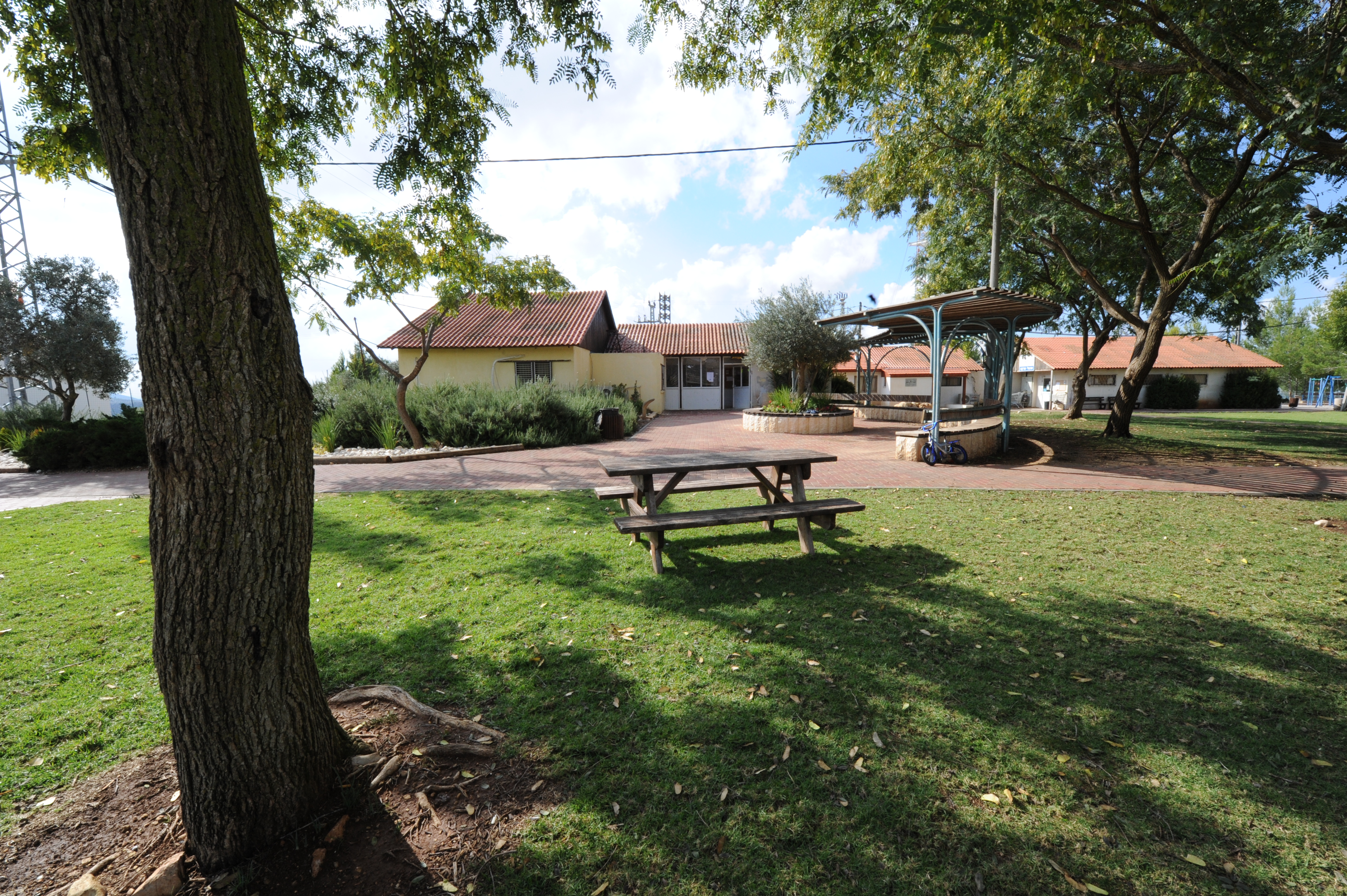
Центральный парк

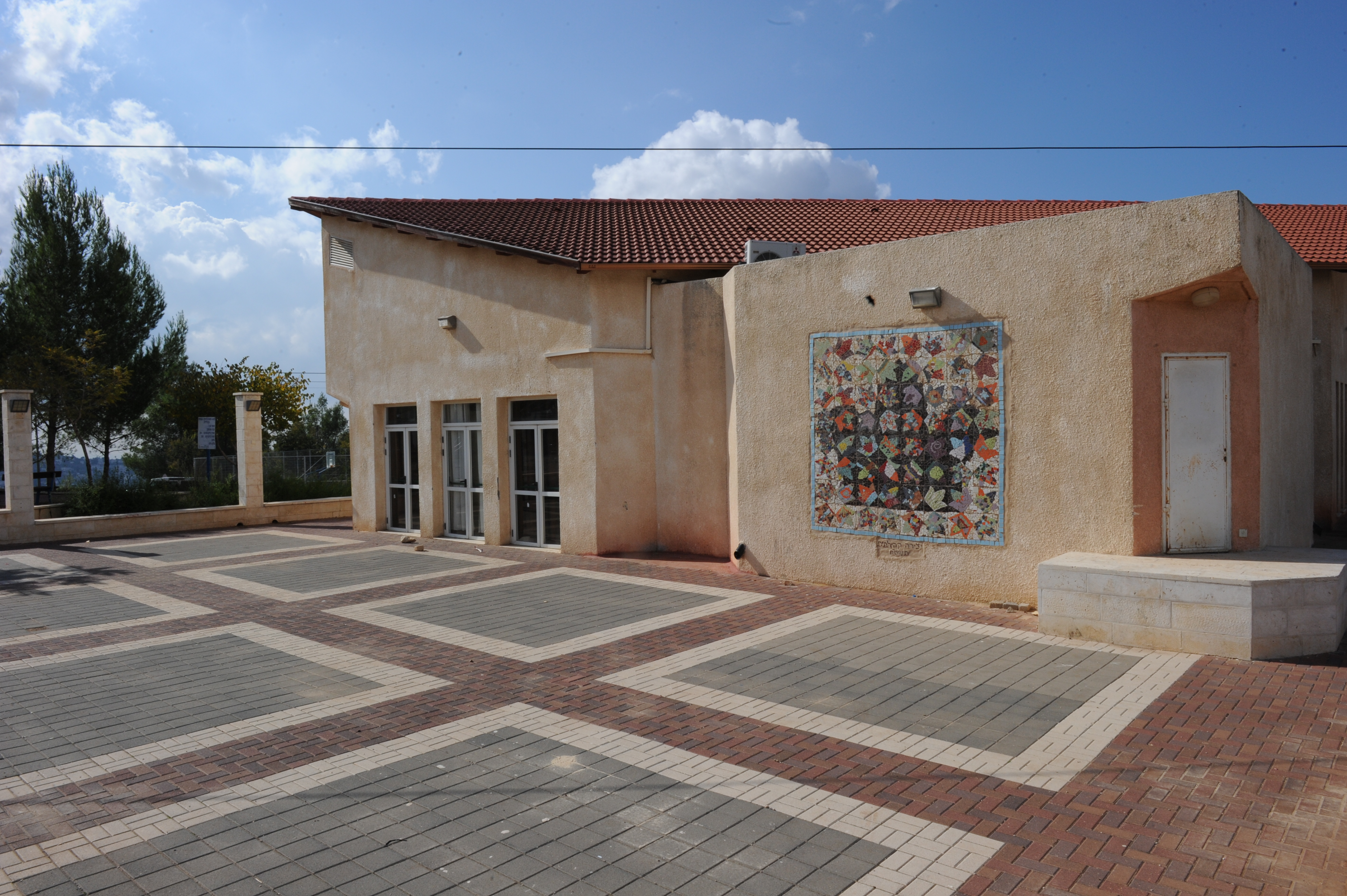
Многоцелевой клуб

В поселение функционируют следующие заведения призванные удовлетворить культурные запросы жителей:
- Библиотека (открыта три раза в неделю)
- Клуб, он же, по совместительству, зал торжеств[2]
- 5 детских площадок
- Комната игр для дошкольников
- Комната игр для школьников
- Клуб для подростков
- Филиал молодёжной организации Бней-Акива
- Живой уголок (расформирован в 2009 году)
- Кружки для детей и взрослых

### Физическая культура
В Атерет расположены 2 мультифункциональные спортивные площадки. Преобладающими видами спорта среди жителей Атерет являются ходьба, баскетбол и футбол.

## Промышленная зона
В муниципальной черте Атерет расположена небольшая пром. зона, которая включает в себя столярную мастерскую, металлообрабатывающее предприятие и несколько складских помещений.

## Торговля
В поселении работает магазин продуктов питания и хозяйственных товаров. Кроме того, два раза в неделю в поселении открыта овощная лавка.

## Медицинское обслуживание

### Амбулаторное обслуживание
В поселение функционирует поликлиника больничной кассы «Леумит». 3 раза в неделю в поликлинике принимают пациентов медсестра, семейный врач и педиатр.

### Госпитализация
В поселении постоянно дежурит машина скорой помощи с экипажем из местных жителей, прошедших соответствующую подготовку. Госпитализация производится в одну из ближайших больниц — «Хадасса Ар-ха-Цофим» в Иерусалиме или «Шиба» в районе Тель-Авива.

## Общественный транспорт
Автобус № 468 кооператива «Эгед-Таавура» проходит через поселение несколько раз в день, соединяя его с Иерусалимом и Модиином. Автобусы регионального совета Мате-Биньямин осуществляют развозки учеников по региональным учебным заведениям и обратно. Внутри поселения две автобусные остановки. Распространённым является передвижение автостопом.

## Известные жители
- р. Азриэль Ариэль — сын р. Яакова Ариэля, раввин Атерет[2][15]
- р. Мордехай Хершкоп — руководитель Йешивы «Киннор Давид»[13].
- р. Менахем Калхгайм — занимал пост раввина г. Прага[16].
- Нафтали Бен-Элияу — художник[17].
- Ирина Тверская — израильский русскоязычный поэт и художник.